# Dichelachne
Dichelachne  Endl. é um género botânico pertencente à família Poaceae, subfamília Pooideae, tribo Aveneae.
As espécies do gênero ocorrem na Australásia, Pacífico e regiões tropicais da Ásia.

## Espécies
- Dichelachne brachyanthera Stapf
- Dichelachne comata Trin. & Rupr.
- Dichelachne crinita (L. f.) Hook. f.
- Dichelachne drummondiana Steud.
- Dichelachne hirtella N.G. Walsh
- Dichelachne hookeriana Trin. & Rupr.
- Dichelachne inaequiglumis (Hack. ex Cheeseman) Edgar & Connor
- Dichelachne lautumia Edgar & Connor
- Dichelachne longiseta Trin. & Rupr.
- Dichelachne micrantha (Cav.) Domin
- Dichelachne minor Domin ex Gardner
- Dichelachne montana Endl.
- Dichelachne novoguineensis (Pilg.) Pilg.
- Dichelachne parva B.K. Simon
- Dichelachne procera Steud.
- Dichelachne rara (R. Br.) Vickery
- Dichelachne rigida Steud.
- Dichelachne sciurea (R. Br.) Hook. f.
- Dichelachne setacea (R. Br.) Nees
- Dichelachne sieberiana Trin. & Rupr.
- Dichelachne stipoides Hook. f.
- Dichelachne vulgaris Trin. & Rupr.